# Hofanlage Huntebrücker Straße 13
Die Hofanlage Huntebrücker Straße 13 in Berne-Huntebrück, direkt an der Hunte, stammt aus dem 19. Jahrhundert.
Aktuell (2023) wird sie wohl landwirtschaftlich genutzt.
Die Gebäude stehen unter Denkmalschutz (siehe auch Liste der Baudenkmale in Berne).

## Beschreibung
Die Hofanlage besteht aus:
- dem eingeschossigen giebelständigen massiven verklinkerten Wohn- und Wirtschaftsgebäude von 1882 (Inschrift) als Vierständer-Hallenhaus mit Satteldach, der  Grooten Door, sowie mit ansteigendem Konsolfries am Giebel und Stein-Segmentbögen über den Fenstern,[1]
  - dem traufseitig linken Stallanbau in Backstein mit Satteldach,
- der eingeschossigen giebelständigen massiven verklinkerten Scheune von 1882, mit Walmdach und Querdurchfahrt sowie jüngerer Kübbung mit Pultdach,[2]
- sowie weiteren nicht denkmalgeschützten Nebenanlagen.

Das Landesdenkmalamt befand: „… geschichtliche Bedeutung … als beispielhafte Hofanlage des 19. Jhs. … .“